# Parerastria
Parerastria là một chi bướm đêm thuộc họ Noctuidae.

## Các loài
- Parerastria castaneata Warren, 1914